# Province de Taïwan (république populaire de Chine)
Cet article traite uniquement de la province administrative de la république populaire de Chine. Pour le régime de la république de Chine installé sur l'île de Taïwan, voir l'article Taïwan. Pour l'ancienne subdivision administrative de la république de Chine, voir les articles Province (république de Chine) et Province de Taïwan.
La province de Taïwan (chinois simplifié : 台湾省 ; pinyin : Táiwan shěng) est, selon le découpage administratif territorial de la Chine, une province de la république populaire de Chine.
Ce découpage est néanmoins controversé car depuis la création de la république populaire de Chine en 1949, celle-ci n'a jamais administré le territoire. Depuis cette date, l'île et les territoires associés sont en effet sous juridiction de la république de Chine, tandis que les Îles Senkaku (appelées îles Diaoyu en Chine) sont sous juridiction japonaise.

## Histoire
L'île de Taïwan est contrôlée par la Chine sous la dynastie Qing de 1683 à 1895. Considérée d'abord comme une colonie, elle devient une province de Chine en 1887. Huit ans plus tard, la Chine la cède au Japon par le traité de Shimonoseki.
En 1945, le gouvernement chinois, en tant que république de Chine, restaure son autorité sur le territoire après la Seconde Guerre mondiale, mettant fin à la période de domination japonaise. La province est ensuite administrée par les autorités du Kuomintang qui s'y sont réfugiées après la fin de la Guerre civile et la création, sur le continent, de la république populaire de Chine en 1949,.
D'après l'administration territoriale de la république de Chine, elle représente cependant toujours l'une des provinces,.
La modification du statut du territoire, qui transformerait la province en région administrative spéciale, a été proposée à plusieurs reprises par le gouvernement chinois, entre autres en 1981 ; l'offre est rejetée par les autorités du territoire taïwanais. Néanmoins, le territoire reste parfois désigné en tant que région administrative spéciale de Taïwan.

## Géographie
Situé au sud-est de la province de Fujian, la province de Taïwan inclut l'île de Taïwan, les îles Pescadores, ainsi qu'environ 80 îles et îlots voisins,. Au même titre que ces premières îles, elle englobe également les Îles Senkaku, appelées îles Diaoyu en Chine,.
Elle couvre au total un territoire d'environ 36 000 km2.

## Subdivisions administratives
La province de Taïwan n'est pas officiellement découpée sur le plan administratif, d'après les dernières données gouvernementales chinoises de 2017. De manière générale, les statistiques nationales concernant cette unique subdivision font l'objet d'une annexe séparée des 22 autres provinces, au même titre que les régions administratives spéciales Hong Kong et Macao.

## Démographie
Les données démographiques des autorités chinoises concernant la province de Taïwan sont sensiblement identiques à celle des autorités taïwanaises concernant le territoire national.
Ainsi, les Han constituent plus de 95 % de la population alors que les aborigènes de Taïwan représentent environ 2 %, que ce soit selon les chiffres chinois ou taïwanais,. Néanmoins, alors que les autorités taïwanaises les désignent en tant qu'« aborigènes », « autochtones », voire « compatriotes des montagnes » depuis les années 1950, les autorités de Pékin ne reconnaissent pas cette classification ethnique mais utilisent depuis 1953 le terme de gaoshan, en vigueur sur le territoire pendant la période d'occupation japonaise,.

## Noms d'usage
Depuis un rapport publié en 2017 par l'agence de presse Xinhua, l'usage de la formule « aire de Taïwan » (en anglais Taïwan Area ; en chinois simplifié : 台湾地区 ; pinyin : Táiwān dìqū) est recommandé, plutôt que celle de « province de Taïwan », afin de « prendre en compte les sentiments psychologiques des compatriotes taïwanais ».